# Zach Auguste
Zachary Elias "Zach" Auguste (Cambridge, Massachusetts, 8 de julio de 1993) es un baloncestista greco-estadounidense que pertenece a la plantilla del SeaHorses Mikawa de la B.League japonesa. Con 2,08 metros de estatura, juega en la posición de ala-pívot y pívot.

## Trayectoria deportiva

### Universidad
Jugó cuatro temporadas con los Fighting Irish de la Universidad de Notre Dame, en las que promedió 10,0 puntos y 6,4 rebotes por partido. En su última temporada fue incluido en el tercer mejor quinteto de la Atlantic Coast Conference.

### Profesional
Tras no ser elegido en el Draft de la NBA de 2016, disputó las ligas de verano con Los Angeles Lakers. El 29 de agosto firmó contrato finalmente con el equipo californiano, pero fue despedido el 12 de octubre. El 27 de octubre fichó por el Uşak Sportif de la liga turca.
El 24 de agosto de 2021, firma por el KK Cedevita Olimpija de la ABA Liga.
En la temporada 2022-23, firma por el Bursaspor Basketbol de la BSL.
El 20 de junio de 2023 firmó con SeaHorses Mikawa de la B.League.